# Bundestagswahlkreis Diepholz – Nienburg I
Der Wahlkreis Diepholz – Nienburg I (Wahlkreis 33) ist ein Bundestagswahlkreis in Niedersachsen. Er umfasst den Landkreis Diepholz und vom Landkreis Nienburg/Weser die Samtgemeinden Grafschaft Hoya und Uchte. Bei der letzten Bundestagswahl waren 193.398 Einwohner wahlberechtigt.

## Wahlkreisgeschichte
Der Wahlkreis war bei der Bundestagswahl 1949 die Nummer 23 der niedersächsischen Wahlkreise. Danach erhielt er die bundesweite Wahlkreisnummer 45. Für die Bundestagswahlen 1965 bis 1976 hatte er die Nummer 34, bei den Wahlen 1980 bis 1998 die Nummer 28 und 2002 bis 2009 die Nummer 34. Seit 2013 trägt er die Nummer 33. Bei den Bundestagswahlen 1949 bis 1961 hieß der Wahlkreis Diepholz – Melle – Wittlage, bei den Wahlen 1965 bis 1976 Nienburg und bei den Bundestagswahlen 1980 bis 1998 Diepholz.
Ursprünglich umfasste der Wahlkreis das Gebiet der Landkreise Grafschaft Diepholz, Melle und Wittlage sowie vom Landkreis Nienburg das Gebiet der heute zur Gemeinde Stolzenau gehörigen Gemeinden Diethe, Fresdorf und Nendorf sowie das Gebiet der heute zur Samtgemeinde Uchte gehörigen Gemeinden Diepenau, Essern, Lavelsloh, Nordel und Steinbrink (heute: Gemeinde Diepenau), Harrienstedt, Huddestorf, Jenhorst, Kleinheerse und Raddestorf (heute: Gemeinde Raddestorf), Gutsbezirk Darlaten, Höfen, Hoysinghausen, Lohhof, Uchte und Woltringhausen (heute: Gemeinde Uchte) sowie Bonhorst, Brünninghorstedt, Großenvörde, Sapelloh und Warmsen (heute: Gemeinde Warmsen).
Vor der Bundestagswahl 1965 kam der gesamte Landkreis Nienburg zum Wahlkreis hinzu. Gleichzeitig erfolgte die Umbenennung des Wahlkreises in Nienburg. Obwohl die Landkreise Melle und Wittlage schon 1972 im Landkreis Osnabrück aufgegangen waren, gehörte ihr Gebiet noch bis einschließlich der Bundestagswahl 1976 zum Wahlkreis Nienburg. Erst im Zuge der Neuordnung der Wahlkreise vor der Bundestagswahl 1980 kam das Gebiet dieser beiden ehemaligen Landkreise zum Wahlkreis Osnabrück-Land. Gleichzeitig ging auch der Landkreis Nienburg an den neu geschaffenen Wahlkreis Nienburg – Schaumburg. Danach bestand der Wahlkreis lediglich aus dem Gebiet des nach der Kreisreform 1977 aus dem Landkreis Grafschaft Diepholz und dem größeren Teil des Landkreises Grafschaft Hoya gebildeten Landkreises Diepholz.
Vor der Bundestagswahl 2002 wurde das Wahlkreisgebiet erweitert und besteht seitdem in der eingangs beschriebenen Form.

## Wahlkreisabgeordnete
| Wahl | Abgeordneter | Abgeordneter            | Partei | Stimmen in % |
| ---- | ------------ | ----------------------- | ------ | ------------ |
| 1949 |              | Rudolf Eickhoff         | DP     | 34,2         |
| 1953 | 26,7         | Rudolf Eickhoff         | DP     |              |
| 1957 |              | Karl Gossel             | CDU    | 30,5         |
| 1961 | 35,4         | Karl Gossel             | CDU    |              |
| 1965 |              | Günter von Nordenskjöld | CDU    | 45,1         |
| 1969 | 46,4         | Günter von Nordenskjöld | CDU    |              |
| 1972 |              | Richard Ey              | CDU    | 45,5         |
| 1976 | 49,2         | Richard Ey              | CDU    |              |
| 1980 |              | Peter Würtz             | SPD    | 46,0         |
| 1983 |              | Walter Link             | CDU    | 50,1         |
| 1987 | 44,3         | Walter Link             | CDU    |              |
| 1990 | 46,3         | Walter Link             | CDU    |              |
| 1994 | 44,3         | Walter Link             | CDU    |              |
| 1998 |              | Detlev von Larcher      | SPD    | 48,4         |
| 2002 |              | Rolf Kramer             | SPD    | 48,3         |
| 2005 | 45,7         | Rolf Kramer             | SPD    |              |
| 2009 |              | Axel Knoerig            | CDU    | 37,5         |
| 2013 | 47,5         | Axel Knoerig            | CDU    |              |
| 2017 | 44,6         | Axel Knoerig            | CDU    |              |
| 2021 | 33,8         | Axel Knoerig            | CDU    |              |
| 2025 | 35,4         | Axel Knoerig            | CDU    |              |

## Wahlergebnisse

### Bundestagswahl 2025
| Kandidaten                                             | Kandidaten                | Parteien/Listen       | Erststimmen | Erststimmen | Zweitstimmen | Zweitstimmen |
| Kandidaten                                             | Kandidaten                | Parteien/Listen       | Stimmen     | %           | Stimmen      | %            |
| ------------------------------------------------------ | ------------------------- | --------------------- | ----------- | ----------- | ------------ | ------------ |
|                                                        | Peggy Schierenbeck        | SPD                   | 44.317      | 27,5        | 36.829       | 22,8         |
|                                                        | Axel Knoeriggewählt im WK | CDU                   | 56.921      | 35,4        | 49.088       | 30,4         |
|                                                        | Thomas Heidemann          | Bündnis 90/Die Grünen | 13.005      | 8,1         | 16.558       | 10,3         |
|                                                        | Heike Hannker             | FDP                   | 5.318       | 3,3         | 7.375        | 4,6          |
|                                                        | Andreas-Dieter Iloff      | AfD                   | 27.351      | 17,0        | 28.344       | 17,6         |
|                                                        | Michael Barth             | Die Linke             | 9.614       | 6,0         | 10.981       | 6,8          |
|                                                        | Kareen Heineking          | Freie Wähler          | 4.449       | 2,8         | 1.947        | 1,2          |
|                                                        | –                         | Tierschutzpartei      | –           | –           | 1.807        | 1,1          |
|                                                        | –                         | dieBasis              | –           | –           | 415          | 0,3          |
|                                                        | –                         | Die PARTEI            | –           | –           | 695          | 0,4          |
|                                                        | –                         | Piraten               | –           | –           | 234          | 0,1          |
|                                                        | –                         | Volt                  | –           | –           | 809          | 0,5          |
|                                                        | –                         | PdH                   | –           | –           | 93           | 0,1          |
|                                                        | –                         | MLPD                  | –           | –           | 29           | 0,0          |
|                                                        | –                         | Bündnis Deutschland   | –           | –           | 212          | 0,1          |
|                                                        | –                         | BSW                   | –           | –           | 5.924        | 3,7          |
| Gesamt                                                 | Gesamt                    | Gesamt                | 160.975     | 100         | 161.340      | 100          |
|                                                        |                           |                       |             |             |              |              |
| Ungültige Stimmen                                      | Ungültige Stimmen         | Ungültige Stimmen     | 1.119       | 0,7         | 754          | 0,5          |
| Wähler                                                 | Wähler                    | Wähler                | 162.094     | 83,5        | 162.094      | 83,5         |
| Wahlberechtigte                                        | Wahlberechtigte           | Wahlberechtigte       | 194.011     |             | 194.011      |              |
|                                                        |                           |                       |             |             |              |              |
| Quellen: Die Bundeswahlleiterin, Kandidaten – Ergebnis |                           |                       |             |             |              |              |

### Bundestagswahl 2021
Die Bundestagswahl 2021 fand am 26. September statt. Der Niedersächsische Landeswahlausschuss und der Kreiswahlausschuss haben in ihren Sitzungen am 30. Juli 2021 folgende Landeslisten und Direktkandidaten für die Bundestagswahl am 26. September 2021 zugelassen, die in der nachfolgenden Reihenfolge auf den Stimmzetteln erscheinen:
| Direktkandidat            | Partei           | Erststimmen in % | Zweitstimmen in % |
| ------------------------- | ---------------- | ---------------- | ----------------- |
| Axel Knoerig              | CDU              | 33,8             | 25,3              |
| Peggy Schierenbeck        | SPD              | 31,9             | 33,0              |
| Jan Andreas Hinderks      | FDP              | 9,4              | 12,1              |
| Alfons Josef August Muhle | AfD              | 6,7              | 7,1               |
| Sylvia Holste-Hagen       | GRÜNE            | 13,5             | 14,5              |
| Jürgen Abelmann           | DIE LINKE        | 2,8              | 2,7               |
| –                         | Die PARTEI       | –                | 0,9               |
| –                         | Tierschutzpartei | –                | 1,2               |
| –                         | FREIE WÄHLER     | –                | 0,9               |
| –                         | PIRATEN          | –                | 0,3               |
| –                         | NPD              | –                | 0,1               |
| –                         | V-Partei³        | –                | 0,1               |
| –                         | ÖDP              | –                | 0,1               |
| –                         | MLPD             | –                | 0,0               |
| –                         | DKP              | –                | 0,0               |
| Detlev Pigors             | dieBasis         | 1,5              | 1,2               |
| –                         | du.              | –                | 0,1               |
| –                         | LKR              | –                | 0,0               |
| –                         | Die Humanisten   | –                | 0,1               |
| –                         | Team Todenhöfer  | –                | 0,3               |
| –                         | Volt             | –                | 0,2               |
| Rüdiger Gums              | Parteilos        | 0,5              | –                 |

### Bundestagswahl 2017
Die Bundestagswahl 2017 fand am 24. September statt, die Landeslisten und Kreiswahlvorschläge müssen bis zum 17. Juli 2017 eingereicht werden. Der Landeswahlausschuss und der Kreiswahlausschuss haben in ihren Sitzungen am 28. Juli 2017 folgende Landes- und Kreiswahlvorschläge zugelassen:
| Direktkandidat             | Partei           | Erststimmen in % | Zweitstimmen in % |
| -------------------------- | ---------------- | ---------------- | ----------------- |
| Axel Knoerig               | CDU              | 44,6             | 37,9              |
| Tevfik Özkan               | SPD              | 27,3             | 25,5              |
| Klaus-Joachim Schmelz      | GRÜNE            | 7,7              | 8,1               |
| Jürgen Abelmann            | DIE LINKE.       | 5,3              | 6,1               |
| Alexander Carapinha-Hesse  | FDP              | 7,0              | 10,5              |
| Karl-Heinz Gerd Breternitz | AfD              | 8,1              | 8,4               |
| –                          | PIRATEN          | –                | 0,3               |
| –                          | NPD              | –                | 0,2               |
| –                          | Tierschutzpartei | –                | 0,9               |
| –                          | FREIE WÄHLER     | –                | 0,5               |
| –                          | MLPD             | –                | 0,0               |
| –                          | BGE              | –                | 0,2               |
| –                          | DiB              | –                | 0,1               |
| –                          | DKP              | –                | 0,0               |
| –                          | DM               | –                | 0,1               |
| –                          | ÖDP              | –                | 0,1               |
| –                          | Die PARTEI       | –                | 0,7               |
| –                          | V-Partei³        | –                | 0,1               |

### Bundestagswahl 2013
Diese fand am 22. September 2013 statt, zugelassen waren 14 Landeslisten.
| Direktkandidat         | Partei           | Erststimmen in % | Zweitstimmen in % |
| ---------------------- | ---------------- | ---------------- | ----------------- |
| Axel Knoerig           | CDU              | 47,5             | 43,5              |
| Christoph Lanzendörfer | SPD              | 33,4             | 31,5              |
| Marcel Schiller        | FDP              | 2,0              | 4,9               |
| Torsten Eggelmann      | GRÜNE            | 7,5              | 8,2               |
| Ingo Waschner          | DIE LINKE.       | 3,5              | 4,5               |
| Mario Gärtner          | PIRATEN          | 1,5              | 1,5               |
| Bernd Neumann          | NPD              | 0,9              | 0,8               |
| –                      | Tierschutzpartei | –                | 0,8               |
| –                      | MLPD             | –                | 0,0               |
| Arno Heinz Staschewski | AfD              | 2,5              | 3,4               |
| –                      | pro Deutschland  | –                | 0,1               |
| –                      | REP              | –                | 0,1               |
| Olaf Schulz            | FREIE WÄHLER     | 0,6              | 0,5               |
| –                      | PBC              | –                | 0,1               |
| Rüdiger Gums           | Parteilos        | 0,4              | –                 |

### Bundestagswahl 2009
| Direktkandidat   | Partei               | Erststimmen in % | Zweitstimmen in % |
| ---------------- | -------------------- | ---------------- | ----------------- |
| Rolf Kramer      | SPD                  | 34,5             | 27,7              |
| Axel Knoerig     | CDU                  | 37,5             | 33,8              |
| Horst Gaumann    | FDP                  | 11,4             | 15,7              |
| Stefanie Henneke | GRÜNE                | 8,5              | 10,0              |
| Ulrich Vanek     | LINKE                | 7,0              | 8,3               |
| Dietrich Seidel  | NPD                  | 1,2              | 1,0               |
| –                | Die Tierschutzpartei | —                | 0,8               |
| –                | PIRATEN              | —                | 1,7               |
| –                | RRP                  | –                | 0,7               |